# Жовнір Володимир Аполлінарійович
Володимир Аполлінарійович Жовнір (нар. 21 грудня 1966) — український лікар-кардіохірург, анестезіолог, громадський активіст, доктор медичних наук (2015), заслужений лікар України (2013). Кавалер ордена «За заслуги» III ступеня (2022), президент 10 українських форумів дитячих анестезіологів.

## Життєпис
Народився 21 грудня 1966 року. Закінчив Київський медичний інститут ім. Богомольця (1992, педіатрія). Працював санітаром (1987—1988) та фельдшером на станції швидкої допомоги; медбратом в Національному інституті фтизіатрії і пульмонології імені Феофіла Яновського НАМН України; анестезіологом Національного інституту серцево-судинної хірургії ім. Амосова (1992—2003); дитячим кардіоанестезіологом (2003—2008), головним лікарем (2008—2021) Науково-практичного медичного центру дитячої кардіології та кардіохірургії. Голова Асоціації дитячих лікарень України.Член Європейської Асоціації дитячих лікарень України.
Від 2010 — головний позаштатний спеціаліст міністерства охорони здоров'я України з дитячої анестезіології та інтенсивної терапії.
З 6 січня 2021 був директором дитячої лікарні «Охматдит». 17 серпня 2024 Жовніра відсторонили від виконання обов’язків директора до завершення розслідування щодо можливої корупції під час планування ремонту лікарні.

## Персональне життя
Захоплюється спортом (біг, бокс, лижі, йога, стрибки з парашутом). Співорганізатор «Пробігу під каштанами».

## Доробок
Автор медичних винаходів, запатентував метод хірургічної корекції вад серця новонароджених.
Захистив кандидатську дисертацію за темою: «Корекція синдрому низького серцевого викиду у пацієнтів з критичними вродженими вадами серця» по спеціальності 14.01.04 «Серцево-судинна хірургія» – 2006 р
Захистив докторську дисертацію за темою: «Аутогемотрансфузійні технології в неонатальній кардіохірургії» по спеціальності 14.01.30 – «анестезіологія та інтенсивна терапія» – 2015 р.
Ідейний сподвижник проєкту «Марш Матерів».

## Нагороди
- орден «За заслуги» III ступеня (26 квітня 2022) — за вагомий особистий внесок у розвиток вітчизняної системи охорони здоров'я, надання кваліфікованої медичної допомоги, сумлінну працю та високий професіоналізм[7],
- заслужений лікар України (1 червня 2013) — за вагомий особистий внесок у забезпечення реалізації державної політики у сфері соціального захисту дітей, створення умов для їх всебічного розвитку[8],
- орден святого Георгія Побідоносця (2011).